# Seven's Grand Prix Series 2017
Navigation
Seven's Grand Prix Series 2016 Seven's Grand Prix Series 2018
Le Seven's Grand Prix Series 2017 est la seizième édition de la plus importante compétition européenne de rugby à sept. Elle se déroule entre juin et juillet 2017 et est organisée par Rugby Europe. Elle recèle le double enjeu d'être qualificative pour la Coupe du monde de juillet 2018, et pour l'édition 2018 du tournoi de qualification du Hong Kong Sevens qui permet à l'équipe vainqueur d'obtenir son statut d'équipe permanente en World Series.
L'équipe de Russie remporte la compétition en gagnant les étapes de Pologne et d'Angleterre. Deuxième, l'Irlande qui remporte les 2 autres étapes organisées en Russie et en France, se qualifie avec la Russie pour la Coupe du monde de juillet 2018 à San Francisco.

## Équipes participantes
- Allemagne
- Angleterre
- Belgique
- Espagne
- France
- Pays de Galles
- Géorgie
- Italie
- Irlande
- Portugal
- Pologne
- Russie

## Grand Prix Series
| Date               | Lieu                     | Vainqueur | Finaliste      | Troisième |
| ------------------ | ------------------------ | --------- | -------------- | --------- |
| 3–4 juin 2017      | Moscou, Russie           | Irlande   | Espagne        | Russie    |
| 10–11 juin 2017    | Lodz, Pologne            | Russie    | Espagne        | Irlande   |
| 1–2 juillet 2017   | Clermont-Ferrand, France | Irlande   | Russie         | Espagne   |
| 15–16 juillet 2017 | Exeter, Angleterre       | Russie    | Pays de Galles | Irlande   |

## Classement général
| No | Équipe         | Moscou | Lodz | Clermont | Exeter | Total |
| -- | -------------- | ------ | ---- | -------- | ------ | ----- |
| 1  | Russie (T)     | 16     | 20   | 18       | 20     | 74    |
| 2  | Irlande (P)    | 20     | 16   | 20       | 16     | 72    |
| 3  | Espagne        | 18     | 18   | 16       | 6      | 58    |
| 4  | Pays de Galles | 3      | 14   | 12       | 18     | 47    |
| 5  | Allemagne      | 8      | 12   | 14       | 8      | 42    |
| 6  | France         | 12     | 8    | 10       | 4      | 34    |
| 7  | Géorgie        | 6      | 6    | 6        | 12     | 30    |
| 8  | Portugal (R)   | 10     | 2    | 1        | 14     | 27    |
| 9  | Angleterre     | 4      | 10   | 3        | 10     | 27    |
| 10 | Italie         | 14     | 4    | 4        | 3      | 25    |
| 11 | Belgique       | 2      | 3    | 8        | 2      | 15    |
| 12 | Pologne        | 1      | 1    | 2        | 1      | 5     |

| Légende                                                                              |
| ------------------------------------------------------------------------------------ |
| Vainqueur                                                                            |
| Qualifié pour le Tournoi de Hong Kong 2018                                           |
| Relégué                                                                              |
| Abbreviations : - R : relégué du World Series 2016 - T : tenant du titre - P : promu |
| Qualification Coupe du monde 2018                                                    |
| Qualifié (2 places attribuées)                                                       |

La Russie tenant du titre est de nouveau médaillée d'or, alors que l'Irlande, promue, et l'Espagne obtiennent respectivement les médailles d'argent et de bronze du championnat d'Europe 2017. Mais l'Espagne, après avoir obtenu le statut d'équipe permanente au World Seven Series 2017-2018 en mars au Tournoi de Hong Kong, manque la qualification pour la Coupe du monde de juillet 2018. L'Irlande et l'Allemagne (cinquième), sont qualifiées pour l'édition 2018 du tournoi de qualification du Hong Kong Sevens qui permet à l'équipe vainqueur d'obtenir son statut d'équipe permanente en World Series.
La Belgique, malgré sa 11e place, est reléguée car la Pologne est organisatrice d'une étape du Grand Prix.

## Première étape
La première épreuve se déroule à Moscou en Russie du 2 au 3 juin 2017. Elle est remportée par l'Irlande promue qui bat l'Espagne en finale 12-0 après avoir éliminé les tenants du titre et hôtes russes en demi-finale (28-21).
| Classement              | Vainqueur  | Score | Finaliste      | Demi-finaliste         |
| ----------------------- | ---------- | ----- | -------------- | ---------------------- |
| Cup                     | Irlande    | 12–0  | Espagne        | Russie (3e) Italie     |
| Plate                   | France     | 33–21 | Portugal       | Allemagne (7e) Géorgie |
| Challenge Trophy (Bowl) | Angleterre | 21–17 | Pays de Galles | Belgique (11e) Pologne |

## Deuxième étape
La deuxième épreuve se déroule à Lodz en Pologne du 10 au 11 juin 2017. Elle est remportée par la Russie qui bat l'Espagne en finale (24-19 en prolongations) après avoir pris une revanche en demi-finale contre les irlandais (26-19). L'Irlande finit quand même sur le podium en battant le Pays de Galles, et reste en tête du classement général à égalité avec la Russie et l'Espagne,.
| Classement              | Vainqueur | Score      | Finaliste  | Demi-finaliste              |
| ----------------------- | --------- | ---------- | ---------- | --------------------------- |
| Cup                     | Russie    | 24–19 a.p. | Espagne    | Irlande (3e) Pays de Galles |
| Plate                   | Allemagne | 29–26      | Angleterre | France (7e) Géorgie         |
| Challenge Trophy (Bowl) | Italie    | 21–17      | Belgique   | Portugal (11e) Pologne      |

## Troisième étape
La troisième épreuve se déroule à Clermont-Ferrand en France du 1er au 2 juillet 2017. L'Irlande remporte un second tournoi en battant de nouveau la Russie dans une finale serrée 17-14. L'Espagne en finissant 3e reste en course pour l'obtention d'une des 2 places qualificatives pour la Coupe du Monde 2018 .
En bas de classement, la Pologne étant préservée, la Belgique (7e du tournoi) et le Portugal (12e et dernier), qui disputait encore les tournois du World Series la saison dernière, joueront leur maintien lors de la dernière étape. La Géorgie et l'Italie ne sont pas sauvées.
| Classement              | Vainqueur      | Score | Finaliste  | Demi-finaliste         |
| ----------------------- | -------------- | ----- | ---------- | ---------------------- |
| Cup                     | Irlande        | 17-14 | Russie     | Espagne (3e) Allemagne |
| Plate                   | Pays de Galles | 24-15 | France     | Belgique (7e) Géorgie  |
| Challenge Trophy (Bowl) | Italie         | 26–12 | Angleterre | Pologne (11e) Portugal |

## Quatrième étape
La quatrième et dernière épreuve se déroule à Exeter en Angleterre du 15 au 16 juillet 2017. La Russie remporte le tournoi en battant le Pays de Galles en finale (17-10), et décroche ainsi son 2e titre consécutif sur le circuit européen. Les russes gagnent ainsi le droit de disputer la Coupe du monde de juillet 2018. L'Irlande, 3e du tournoi combinée à la défaite de l'Espagne dès les quarts de finale de la Cup, finit 2e du circuit et accompagnera les russes à San Francisco.
En bas de classement, le Portugal finissant à une improbable 4e place, la Belgique, 11e du tournoi et du circuit européen, n'évite pas la relégation. Grâce à sa victoire dans le Sevens Trophy, la Suède remplacera la Belgique dans le Seven's Grand Prix Series 2018.
| Classement              | Vainqueur | Score | Finaliste      | Demi-finaliste |
| ----------------------- | --------- | ----- | -------------- | -------------- |
| Cup                     | Russie    | 17-10 | Pays de Galles | Irlande (3e)   |
| Cup                     | Russie    | 17-10 | Pays de Galles | Portugal       |
| Plate                   | Géorgie   | 17-12 | Angleterre     | Allemagne (7e) |
| Plate                   | Géorgie   | 17-12 | Angleterre     | Espagne        |
| Challenge Trophy (Bowl) | France    | 24-21 | Italie         | Belgique (11e) |
| Challenge Trophy (Bowl) | France    | 24-21 | Italie         | Pologne        |